# (74818) Iten
(74818) Iten est un astéroïde de la ceinture principale.

## Description
(74818) Iten est un astéroïde de la ceinture principale. Il fut découvert le 7 octobre 1999 à Gnosca par Stefano Sposetti. Il présente une orbite caractérisée par un demi-grand axe de 2,38 UA, une excentricité de 0,14 et une inclinaison de 8,8° par rapport à l'écliptique.

## Compléments